# 吉爾弗特山
47°16′13″N 11°44′35″E / 47.27028°N 11.74306°E

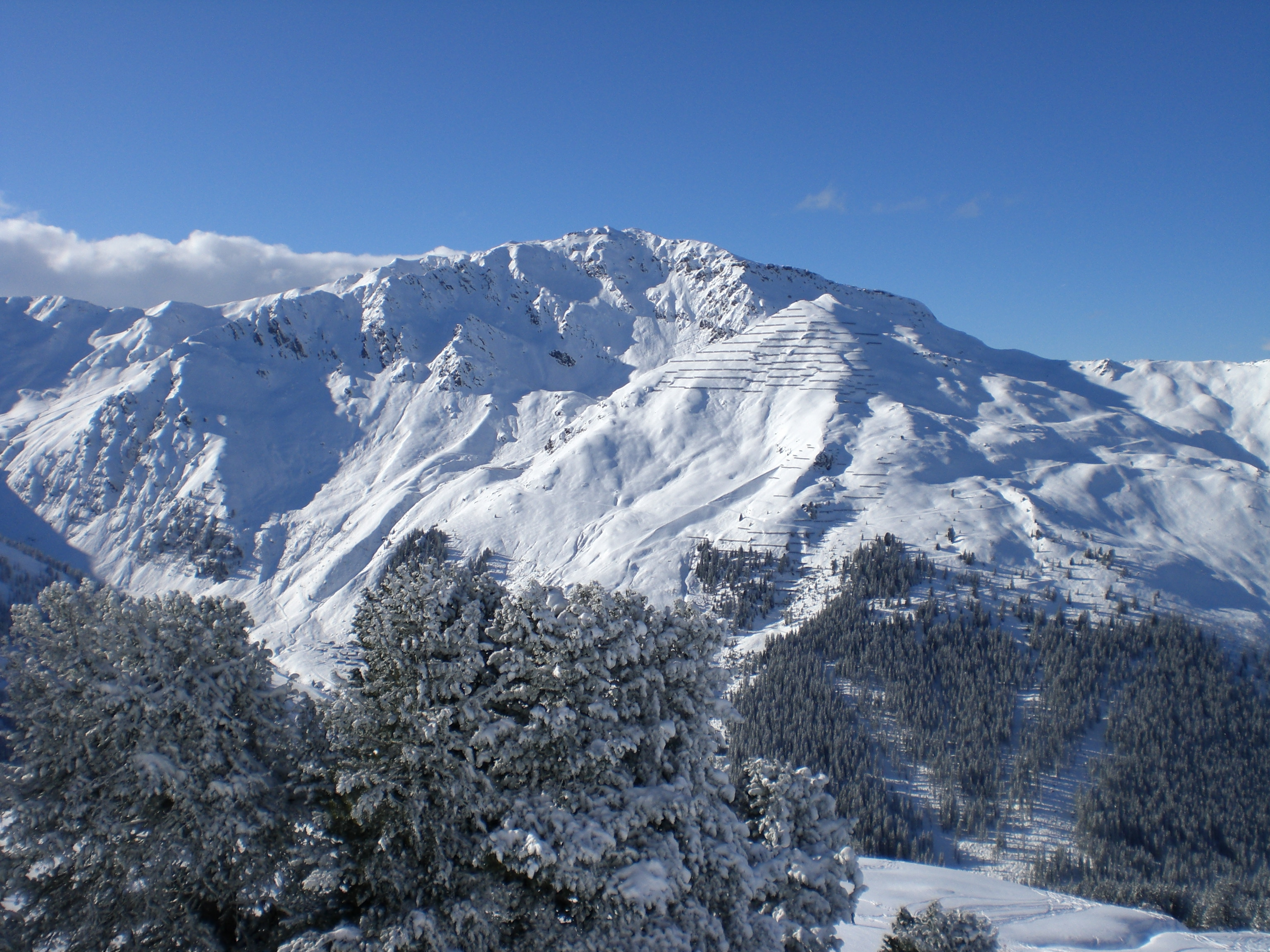

吉爾弗特山（德語：Gilfert），是奥地利的山峰，位於該國西部，由蒂羅爾州負責管轄，屬於圖克斯阿爾卑斯山脈的一部分，海拔高度2,506米，每年平均降雨量1,806毫米。